# Тентон Єнне
Тентон Єнне (англ. Tenton Yenne, нар. 7 липня 2000) — нігерійський футболіст, півзахисник вірменського клубу «Арарат-Вірменія». Виступав також за низку європейських клубів. Дворазовий володар Кубка Вірменії та володар Суперкубка Вірменії.

## Ігрова кар'єра
Тентон Єнне народився 2000 року. Розпочав займатися футболом у юнацькій команді клубу «ГБС Академі», деякий час займався в юнацькій команді словацького футбольного клубу «Тренчин», пізніше повернувся до «ГБС Академі». У професійному футболі дебютував 2019 року виступами за словацьку команду «Сениця», в якій грав до 2021 року, взявши участь у 39 матчах чемпіонату. У 2021 році футболіст перейшов до іншого словацького клубу «Жиліна», в якому грав до 2022 року.
У 2022 році нігерійський півзахисник перейшов до вірменського клубу «Нораванк», у складі якого став володарем Кубка Вірменії. У тому ж 2022 році Єнне перейшов до складу іншого вірменського клубу «Арарат-Вірменія». У складі команди футболіст у сезоні 2023—2024 років удруге став володарем Кубка Вірменії, а в 2024 році став володарем Суперкубка Вірменії.

## Титули і досягнення
- Володар Кубка Вірменії (2):

«Нораванк»: 2021–2022
«Арарат-Вірменія»: 2023–2024
- Володар Суперкубка Вірменії (1):

«Арарат-Вірменія»: 2024